# Sierra Madera
Sierra Madera je impaktní kráter ve státě Texas v USA. Vrchol útvaru který vznikl po jeho dopadu je vyvýšený asi 242 metrů nad okolní terén a dosahuje nadmořské výšky 1397 metrů; je viditelný z dálnice č. 385 mezi městy Fort Stockton a Marathon.
Kráter se nachází na soukromém pozemku ranče La Escalera. Měří v průměru asi 13 kilometrů, jeho stáří je odhadováno na méně než 100 miliónů let (geologické období křída).